# Bythaelurus hispidus
Bythaelurus hispidus és una espècie de peix de la família dels esciliorrínids i de l'ordre dels carcariniformes.

## Morfologia
- Els mascles poden assolir 26 cm de longitud total.[1][2]

## Hàbitat
És un peix marí que viu entre 200-403 m de fondària.

## Distribució geogràfica
Es troba al sud-est de l'Índia i les Illes Andaman.